# دايفيد كارلسون (لاعب باندي)
دايفيد كارلسون (بالسويدية: David Karlsson)‏ هو لاعب باندي ‏ سويدي، ولد في 24 أبريل 1981.